# Morville-le-Héron
Morville-le-Héron ist eine französische Gemeinde mit 543 Einwohnern (Stand 1. Januar 2022) im Département Seine-Maritime in der Region Normandie (vor 2016 Haute-Normandie). Sie gehört zum Arrondissement Dieppe und ist Mitglied im Gemeindeverband Communauté de communes des 4 Rivières.
Die Gemeinde entstand mit Wirkung vom 1. Januar 2025 als Commune nouvelle durch Zusammenlegung der bis dahin selbstständigen Gemeinden Morville-sur-Andelle und Le Héron, die fortan den Status als Communes déléguées besitzen. Der Verwaltungssitz befindet sich in Morville-sur-Andelle. Der Name der Commune nouvelle wurde in einem separaten Erlass nachträglich geändert.

## Gemeindegliederung
| Commune déléguée                       | Ehemaliger INSEE-Code | PLZ   | Fläche (km²) | Einwohnerzahl (2022) |
| -------------------------------------- | --------------------- | ----- | ------------ | -------------------- |
| Morville-sur-Andelle (Verwaltungssitz) | 76455                 | 76780 | 05,17        | 293                  |
| Le Héron                               | 76358                 | 76780 | 10,72        | 250                  |

## Geografie
Morville-le-Héron liegt etwa 24 Kilometer ostnordöstlich von Rouen und etwa 56 Kilometer südsüdöstlich von Dieppe in der Région naturelle des Pays de Bray.
Das Gemeindegebiet befindet sich im Einzugsgebiet der Seine und wird von der Andelle, die das südliche Gemeindegebiet von Ost nach West mit ihren Seitenarmen durchströmt, und vom Héron entwässert, der Morville-le-Héron im Westen von Nord nach Süd durchquert.
Das Bodenrelief zeigt beiderseits der Flusstäler markante Aufsteigungen von bis zu 90 Höhenmeter großen Differenzen zu den Flusstälern. Das Zentrum von Morville-le-Héron liegt leicht erhöht auf etwa 80 m. Die höchste Erhebung mit 183 m wird mit der Butte au Muguet im äußersten Norden gemessen, die niedrigste mit 62 m im Süden beim Austritt der Andelle aus dem Ortsgebiet.
Teile des Gebiets von Morville-le-Héron gehören zum Natura 2000-Schutzgebiet „Pays de Bray – Cuestas Nord et Sud“ (FR2300133) und von drei ZNIEFF-Naturzonen.
Umgeben wird Morville-le-Héron von den Nachbargemeinden Rebets und La Chapelle-Saint-Ouen im Norden, Saint-Lucien im Nordosten, Nolléval im Osten, La Feuillie im Südosten, La Haye im Süden, Croisy-sur-Andelle im Südwesten, Elbeuf-sur-Andelle im Südwesten und Westen, Saint-Aignan-sur-Ry im Westen und Nordwesten und Boissay im Nordwesten.

## Sehenswürdigkeiten
| Name                                                                                   | Ort                  | Bemerkungen                                                                             | Bild |
| -------------------------------------------------------------------------------------- | -------------------- | --------------------------------------------------------------------------------------- | ---- |
| Kirche Saint-Ouen                                                                      | Morville-sur-Andelle | 18. Jahrhundert                                                                         |      |
| Ruinen der Pfarrkirche Notre-Dame-et-Saint-Gilles und vormals Priorat der Benediktiner | Le Héron             | 12. Jahrhundert mit Umbauten aus dem 17. und 18. Jahrhundert, 1879 durch Brand zerstört |      |
| Herrenhaus Malvoisine                                                                  | Le Héron             | Ende des 16. Jahrhunderts erbaut, als Monument historique eingeschrieben                |      |
| Ehemalige Friedhofskapelle und heutige Pfarrkirche Saint-Michel                        | Le Héron             | 1868 erbaut, als Monument historique eingeschrieben                                     |      |

## Bildung
Die Gemeinde verfügt über zwei öffentliche Grundschulen (Écoles élémentaires).

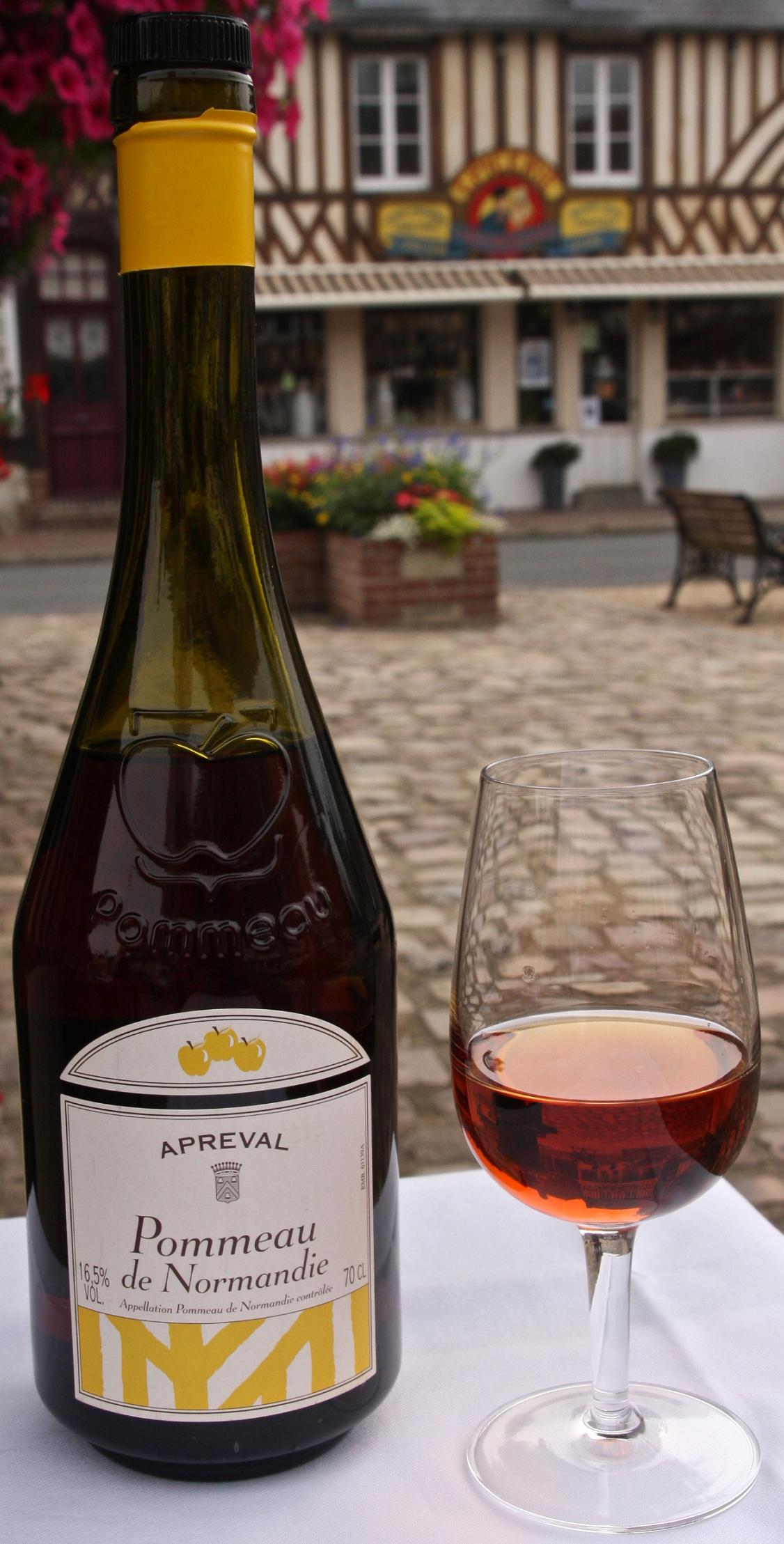
Pommeau der Appellation Pommeau de Normandie

## Wirtschaft
Morville-le-Héron liegt in den Zonen AOC
- des Calvados, ein Obstbrand
- des Pommeau de Normandie, ein Aperitif oder Digestif aus frisch gepresstem Apfelsaft mit Zugabe von jungem Calvados.[6]

## Verkehr
Morville-le-Héron liegt etwas abseits größerer Verkehrsachsen. Die Departementsstraße D 46 führt von Le Héron in nördlicher Richtung nach Buchy, die D 62 in östlicher Richtung von Morville-sur-Andelle nach Nolléval. Nachgeordnete Departementsstraßen und lokale Landstraßen verbinden die Ortsteile miteinander und mit weiteren Nachbargemeinden.